# جيد عان (الشاهل)

تعديل مصدري - تعديل

جيد عان هي إحدى قرى عزلة جانب الشام بمديرية الشاهل التابعة لمحافظة حجة، بلغ تعداد سكانها 287 نسمة حسب تعداد اليمن لعام 2004.